# ژیرایر شاقویان
ژیرایر شاقویان (ارمنی: Ժիրայր Շաղոյան؛ زادهٔ ۱۰ آوریل ۲۰۰۱ در ایروان) بازیکن فوتبال در پست هافبک اهل ارمنستان است.

## تیم ملی
وی همچنین در تیم‌های ملی فوتبال زیر ۱۷ سال ارمنستان، زیر ۱۹ سال ارمنستان، زیر ۲۱ سال ارمنستان و ارمنستان بازی کرده‌است. شاقویان نخستین بازی ملی خود را که در چهارچوب مرحله مقدماتی جام جهانی فوتبال ۲۰۲۲ بود در ۲۸ مارس ۲۰۲۱ در ایروان در مقابل ایسلند انجام داده‌است.

### آمار تیم ملی
تا تاریخ 31 March 2021
| تیم ملی فوتبال ارمنستان | تیم ملی فوتبال ارمنستان | تیم ملی فوتبال ارمنستان |
| سال                     | حضورها                  | گل‌ها                    |
| ----------------------- | ----------------------- | ----------------------- |
| ۲۰۲۱                    | ۲                       | ۰                       |
| مجموعا                  | ۲                       | ۰                       |